# فرانسوا فيليكس
فرانسوا فيليكس (بالفرنسية: François Félix) (19 مايو 1949 في فيفيرز) لاعب ومدرب كرة قدم فرنسي معتزل كان يجيد اللعب في مركز المهاجم.

## المسيرة الرياضية
بدأ فيليكس مسيرته الرياضية مع نادي ليون سنة 1968 ثم انتقل إلى نادي باستيا سنة 1971. بعد موسمين انتقل إلى نادي باريس ثم إلى نادي نيم ثم عاد إلى نادي باستيا حيث ساهم في تأهل النادي إلى المباراة النهائية لبطولة كأس الاتحاد الأوروبي سنة 1978 والتي خسرها من نادي بي إس في آيندهوفن الهولندي. في سنة 1978 انتقل إلى نادي أنغرز ثم في سنة 1980 انتقل إلى نادي أوكسير حيث قرر وضع حد نهائي لمسيرته الرياضية كلاعب في سنة 1982.
في نفس سنة اعتزاله اتجه لمهنة التدريب وتم تعيينه مساعدا لمدرب نادي أوكسير غاي رو. استمر فيليكس سنتين ثم انتقل إلى نادي تونير ليكون مدربا له طوال 5 سنوات ثم انتقل لتدريب نادي روسية من 1989 إلى 1996.

## روابط خارجية
- فرانسوا فيليكس على موقع قاعدة بيانات كرة القدم.إي يو (الإنجليزية)
- فرانسوا فيليكس على موقع عالم كرة القدم.نت (الإنجليزية)